# Cristóbal Bordiú y Góngora
Cristóbal Bordiú y Góngora (Zaragoza, 21 de julio de 1798 - Madrid, 16 de julio de 1872) fue un político español, ministro durante el reinado de Isabel II.
Trabajó como funcionario y destacó como jurista. Fue destinado a la provincia de Almería, donde trabajó como secretario de la Junta de Fomento Provincial, llegando a redactar el proyecto de presa para las Angosturas de Galáchar. Fue elegido diputado por Almería en 1844 y por Zaragoza en 1851. En 1847 fue nombrado director general de Agricultura, Industria y Comercio por el gobierno moderado, y 1852 fue ministro de la Gobernación en el gabinete de Juan Bravo Murillo.
Su hijo Luis Bordiú y Garcés Marcilla recibió el marquesado de Villaverde, siendo su octavo titular.

## Obras
- Cuestiones políticas y administrativas (1836)
- Noticia general y razonada de los trabajos ejecutados en el Ministerio de Comercio, Instrucción y Obras Públicas, en el de Hacienda y en la Presidencia del Consejo de Ministros durante los periodos de tiempo que estuvieron á cargo del Excmo. Señor D. Juan Bravo Murillo (1858)